# Lineage II
Lineage II (кор. 리니지 2, англ. Lineage II) — фентезійна рольова багатокористувацька онлайн-гра (MMORPG) для ПК. Гра є приквелом до Lineage та показує події за 150 років до першої частини.
Гру було розроблено NCSOFT та випущено у 2003 році. Гра періодично оновлюється так званими «хроніками». З виходом Lineage II: Goddess of Destruction 30 листопада 2011 гра була перенесена на модель free-to-play.

## Ігровий процес
При першому вході в гру гравець створює свого персонажа, яким досліджуватиме ігровий світ, слідуватиме сюжету та виконуватиме завдання npc. В Lineage 2 існує 7 рас персонажів, які володіють різними характеристиками. У всіх рас існують свої унікальні навички, недоступні іншим расам. Базові характеристики:  
STR(сила) , DEX(спритність), CON(комплекція), INT(інтелект), WIT(концентрація), MEN(сила духу).
У всіх рас (крім дворфів) спочатку доступні два класи: Містик (Шаман у орків) і Воїн, відповідно магічного та фізичного спрямування. При досягненні певних рівнів стають доступні нові класи, заклинання або уміння. На рівнях 20 і 40 герою буде надана можливість придбати спеціалізацію.
Вбиваючи монстрів за допомогою зброї і магії, персонаж отримує певну кількості досвіду (Exp) і очок умінь (Sp), а також корисні трофеї. Набравши певну суму досвіду, він переходить на наступний рівень, збільшуючи свої характеристики. Очки умінь потрібні для вивчення нових навичок і заклинань. Бої відбуваються у реальному часі з використанням ближньої і стрілецької зброї та фізичних і магічних умінь. За кольором назви монстра (від синього до червоного) можна визначити його рівень та небезпеку. Деякі монстри нападають самі, якщо зачепити іншого представника їхнього виду. Часом противник може накласти негативні ефекти, як отруєння, параліч, оглушення. Певні ефекти скасовуються після використання зілля або магічних сувоїв. Система енергії обмежує набір досвіду і очок умінь (SP) під час полювання на монстрів. Запас енергії поповнюється щодня, спонукаючи гравців час від часу виходити з гри.
Уміння виготовляти речі (крафт) доступне лише расі дворфів. Інші раси повинні збирати компоненти потрібної речі та віддавати їх дворфу, який має необхідний рівень крафту. Після цього дворф виробляє бажаний предмет.
Кожен гравець може організувати свій клан і стати його лідером. Клани можуть розвиватися, отримуючи в процесі нові можливості. Клани можуть захоплювати замки, подавши заявку на штурм. Їм призначається час, і про це оголошується по всьому серверу. Інші клани будуть захищати замок.

### Фарм (здобування предметів в грі)
Орієнтовна таблиця зон фарму предметів (на серверах 
| тип предмета | назва предмету                 | зона фарма        | вдображення |
| Recept       | Sealed Moirai Earring          | Beast Farm        |             |
|              | Sealed Moirai Necklce          | Beast Farm        |             |
|              | Sealed Moirai Ring             | Beast Farm        |             |
|              | Sealed Majestic Ring           | Foret of the Dead |             |
|              | Greater Soulshot (A) Com.Pack  | Foret of the Dead |             |
| Resorse      | Stockings of Zubei Fabric      | Valley of Saints  |             |
|              | Stem                           | Valley of Saints  |             |
|              | Durable Metal Plate            | Foret of the Dead |             |
|              | Steel                          | Foret of the Dead |             |
|              | Blue olf Leather Armor Texture | Foret of the Dead |             |
|              | Leather Armor of Doom Design   | Foret of the Dead |             |

## Світ гри
Світ Lineage виник зі сфери, де колись зародилися сутності Світла (богиня Ейнхазад) і Темряви (бог Гран Каїн). Вони розірвали сферу, з частин якої виникли основа і небо, розділені водою. Частини основи, які виступали над водою, стали землею. Із ефіру, який заповнював сферу, виникли різноманітні живі істоти, зокрема гіганти.
У Ейнхазад і Гран Каїна з часом з'явилися діти: Шілен — богиня води, Паагріо — бог вогню, Мафр — богиня землі, і Сейя — бог вітру. Єві не вистачило стихій, тож вона стала покровителькою мелодій і поезії. Боги створили раси, відповідно до своїх стихій. Гран Каїн із заздрощів вирішив створити свою расу, для чого взяв трохи кожної стихії та створив людей. Проте люди вийшли слабкими і боягузливими, через що Гран Каїн відмовився від них і вони стали рабами Гігантів.
Згодом Гран Каїн спокусив свою дочку Шілен і та завагітніла, за що була вигнана і позбавлена влади над водою. У вигнанні вона народила драконів, з якими задумала помститися решті богів. Зазнавши поразки, вона створила Пекло і оселилася там, а богинею води стала Єва. Але не справляючись з обов'язками, Єва спричинила потоп, який спонукав гігантів повстати проти богів в прагненні самим правити світом.
Врешті майже всі гіганти загинули, а боги зголосилися покинути світ, якому приносять тільки катастрофи. З часом орки стали поширюватися світом і ельфи почали шукати союзників для протистояння їм. Дворфи порахували їх слабкими, а камаель не бажали мати справи з політикою, лише люди згодилися допомогти. Від ельфів люди навчилися магії та стали сильною армією, яка подолала орків. Після цього люди відреклися від Гран Каїна, який створив їх слабкими, проголосили своєю покровителькою Ейнхазад та стали розбудовувати свої держави.
Дія гри в більшості відбувається на континенті Аден, що складається з південного Королівства Аден і північного Королівства Елмор. В міру виходу доповнень на континенті відкриваються нові зони.

### Ігрові раси
- Люди[4] — найчисельніша раса, що завдяки інтелекту і допитливості змогла проникнути майже в усі куточки світу. Люди не мають спеціальних можливостей, проте можуть опанувати будь-яке ремесло, а їхні характеристики найбільш збалансовані з-поміж усіх рас. Поклоняються богині Світла Ейнхазад, хоч були створені сутністю Темряви — Гран Каїном.
- Світлі Ельфи[4] — стрункі й витончені людиноподібні істоти, створені богинею води, котрі мешкають в лісах. Ельфи шанобливо ставляться до водної стихії і природи. Світлі ельфи можуть довше за інших перебувати під водою, вправні лучники, найшвидші та мають підвищений захист від магічних атак.
- Темні Ельфи[4] — похідна від Світлих ельфів раса, що вирізняється схильністю до чорної магії. Темні ельфи вищі за Світлих, їхня шкіра сіро-синя, а волосся сріблясте. Як і Світлі, вони швидкі, але більшою мірою покладаються на силу.
- Орки[4] — сильна і витривала раса вогню, яка проте гірше за інших володіє магією. Орки володіють підвищеною опірністю до отрут і хвороб, мають високу регенерацію, але досить повільні.
- Дворфи[4] — створеної богинею землі, дворфи витривалі та майстерні ремісники. За свої пошуки союзників здобули репутацію вічних перебіжчиків. Дворфи здатні переносити більш важкі предмети, міцні та вміють виготовлюти різноманітні речі.
- Камаель[4] — крилаті людиноподібні камаель, раса вітру, були прокляті богинею Шілен та змушені через це користуватися чорною магією. Вони використовують душі померлих істот та вправні у чорній магії, однак не можуть носити важкі обладунки, а закляття лікування мають на них слабкий вплив.
- Ертеї — допитливі прибульці з іншого світу, представлені тільки жінками, також відомі як ельфи вітру. Ертеї володіють алхімією та здатні перетворювати одні предмети на інші[5].

## Розробка
Основна концепція гри була запропонована головою команди розробки NCSOFT Хен Чжин Кімом на початку 2000 року, розробка почалася в жовтні-листопаді того ж року. Рішення розробляти приквел до Lineage замість продовження диктувалося прагненням розробників уникнути конфліктів при оновленнях. Гра оновлюється так званими «Сагами», доповненнями, що вносять зміни в ігровий процес, додають нові квести і сюжетні події.

### Доповнення
Prelude — перше оновлення гри, орієнтоване на популяризацію Lineage II, та приурочене до старту гри в Північній Америці в квітні 2004 року, яке не приносило значних змін ігрового процесу.
Saga I: The Chaotic Chronicle
- Chronicle 1: Harbingers of War — випущене 29 червня 2004 року, доповнення ввело нових противників, предмети, квести, облоги замків. У Harbingers of War з'явилися спеціальні PvP-арени, у разі смерті на яких не стягується штраф за одержуваний досвід. також було розширено ігровий світ[7].
- Chronicle 2: Age of Splendor — випущене 8 грудня 2004 року, ввело систему маєтків, яка дозволяла персонажам отримувати додаткові ресурси за рахунок вирощування урожаю.
- Chronicle 3: Rise of Darkness — вийшло у травні 2005 року. Додало ігрову подію «Сім печатей», де дві фракції борються за владу над Сімома печатками. Також з'явилася нова зброя та система саб-класів.
- Chronicle 4: Scions of Destiny — вийшло 8 лютого 2006 року. Додало змагання «Олімпіаду», систему Героїв, нові предмети, зброю і броню, локації, монстрів та призивних істот. Максимальний рівень персонажа зріс до 78-го. З'явилися нові професії, які можна отримати після виконання спеціального квесту, і смертоносні скіли для них. Розробники реалізували зброю і броню нового класу S-ранг, якими могли скористатися тільки персонажі 76 рівня і вище.
- Chronicle 5: Oath of Blood — випущене 6 вересня 2006 року. Підвищило максимальний рівень персонажа до 80-го. З'явилися додаткові замки, доступні для облог, змінилася структура кланів. Частину територій ігрового світу було об'єднано.

Interlude — вийшло 11 квітня 2007 року. Є перехідним доповненням від The Chaotic Chronicle до The Chaotic Throne. Була введена нова екіпіровка, повноцінна система дуелей PvP, система вдосконалення зброї спеціальними каменями.
Saga II: The Chaotic Throne
- The 1st Throne: The Kamael — запущене наприкінці 2007 року, це доповнення внесло нову грабельну расу — камаель. Також для нових гравців було зменшено час розвитку персонажа. До характеристик персонажа додався стихійний захист. Також було покращено графіку та інтерфейс.
- The 1st Throne: Hellbound — випущене 23 квітня 2008 року, вдосконалило інтерфейс, з'явилося багато нових квестів, змінилася механіка прокачування деяких персонажів та додалася нова зброя. У новій локації Підземний Колізей користувачі змогли битися без правил.
- The 2nd Throne: Gracia — оновлення Lineage 2, що складається з декількох повноцінних частин: Part 1, Part 2, Final і Plus (Epilogue). Перша частина була запущена в Південній Кореї 12 серпня 2008 року. У ній змінилися умови отримання другої професії, з'явилася система Енергії, що вичерпується в боях і впливає на отримання досвіду. В наступних частинах вносилися зміни як тарифні плани, пошта між гравцями, зміна системи кланів, уміння. У Gracia Final ігровий світ розширився континентом Грація, а в Gracia Plus (Epiloque) Гранню Реальності.

- Chaotic Throne 2.5: Freya — додалися мисливські угіддя, групові (рейдові) місії, зброя високого рівня і різін обладунки. У механіці PvP одним з найзначніших змін стала можливість посилювати кожну частину обладунків одночасно трьома атрибутами. Сюжет розширився главою про Снігову королеву Фрейю.

- Chaotic Throne 2.6: High Five — вийшло 27 грудня 2010 року. Chaotic Throne: High Five додало низку квестів і швидший розвиток персонажів. Зросла кількість квестів та навичок, з'явилася адресна книга, автозаповнення у пошті. Наявні навички й уміння було преглянуто.

Saga III: Goddess of Destruction
- Goddess of Destruction: Awakening — запущене 30 листопада 2011 року доповнення, з яким гра прейшла на модель free-to-play. У ньому було додано систему комісійної торгівлі предметами через посередника. Подія «Сім печатей» стала назавжди закритою. Змінилися правила щодо енергії, кланів та «Олімпіади». Максимальний рівень персонажа зріс з 85 до 99. Всі 34 треті професії було об'єднано у 8. Окрім того додалася нова глава світу Lineage, позначена поверненням богині Шілен через руйнування печатей, які утримували її в пеклі[8].
- Goddess of Destruction: Harmony — вийшло 13 березня 2012 року. Внесло зміни в податки при комісійній торгівлі та аукціони. Було виправлено відомі помилки і змінено уміння. додалися нові зони, квести та товари.
- Goddess of Destruction: Tauti — випущене 17 липня 2012 доповнення. Надало зміни облог замків, зокрема систему закмів Світла та Темряви. В  PVP з'вився новий тип битв — «Фестиваль Хаосу». Було оптимізовану систему енергії та вдосконалення класів. З'явилися нові зони полювання, види зброї та квести.
- Goddess of Destruction: Glory Days — в цьому доповненні, випущеному 24 жовтня 2012 року, частково змінені характеристики зброї, змінена система облог і кланових воєн, «Фестивалю Хаосу». Ряд класів отримав нові вміння та зміну старих. Відкрилися нові зони полювання, предмети і квести. Також було вдосконалено інтерфейс[9].
- Goddess of Destruction: Lindvior — гра оновилася поверненням до унікальних 34-х класів після отримання 4-х професій та введенням боса — дракон вітру Ліндвіора[10].

Saga IV: Epic Tale of Aden
- Chapter 1: Epeisodion — доповнення, що вийшло 11 грудня 2013 року. Додало нову грабельну расу ертеїв, нові вміння та зміни ряду старих умінь для різних класів. Також був доданий Бар'єр Вимірів і змінено ряд старих зон полювання.

- Chapter 1.5: Valiance — вийшло одночасно з Epeisodion, додає поліпшені рейди, перероблену систему здібностей, зміну в балансі навичок, а також повернення локації Грація[11].
- Chapter 2: Ertheia — випущене 11 листопада 2014, додає расу ертеїв з притаманною їм алхімією, а для всіх рас додає характеристики харизми та удачі. Підвищує ефективність класових умінь і розширює сфери використання предметів. Також змінилися умови ведення деяких ремесел і правила «Олімпіади»[12].
- Chapter 3: Infinite Odyssey — видане 22 квітня 2015, скасовує ліміт на рівні розвитку (максимальним був 99-й) і додає нову віху в історії світу: міжсвітова організація Ембріо змусила з'явитися Храм Духів і звела неприступну фортецю Астатін, беручи міста в облогу і викрадаючи жителів. Додано клас дворянина, що видається за виконання певних квестів і дає нові уміння й закляття[13].
- Helios — випущене 5 липня 2016, додає нову історію, де на летючому кораблі прибуває імператор Геліос. Розвиток персонажів з рівнями 1-85 пришвидшився, було введено систему фракцій, відповідно до цілей гравців, і наставництва[14].
- Grand Crusade — вийшло 29 березня 2017[15].

## Ігрові сервери

### Офіційні
Вибір гравцем сервера визначає доступних йому друзів та час настання заходів сервера, прив'язаних до часових поясів.

### Піратські сервери
Більш відомі, як «фрішарди» (назва походить від free shard, «вільний осколок») — це проекти, які використовують серверне ПЗ гри, порушуючи закон про незаконне використання ПЗ для відкриття власних серверів, інколи їх комплексів з метою отримання прибутку. «Приватні» сервери безкоштовні, але пропонують можливість придбання ігрових благ за пожертви серверу.
Піратські сервери технічно поділяються на два типи: «PTS» та «Java». PTS-сервери (Public Test Server) — це сервери з викраденим програмним забезпеченням із серверів, де тестуються оновлення. Java-сервери — це сервери, які використовують вручну написане серверне ПЗ мовою Java. Ці сервери відрізняються значною відмінністю від оригінальних. Ігровий процес не може відповідати тому, який оригінально закладений розробниками в тих чи інших версіях гри.
Піратські сервери можуть відрізнятися рейтами — множником, який встановлюється на сервері та застосовується щодо показників гри, частіше показників генерації персонажа, шансу випадіння рідкісних предметів під час полювання на монстрів. Рейт, який заданий розробниками й використовується на всіх офіційних серверах, є оригінальним (х1). Рейти серверів вище за х1 вважаються PvP-серверами. «PvP-сервери» — це різновид піратських серверів, рейти на яких встановлено вищі за оригінальні. Пропагандуються такі сервери тим, що гравцям потрібно затрачати менше часу на генерацію персонажа, що дозволяє більше часу приділяти битвам pvp (гравець проти гравця). Насправді ж підвищення рейтів спричиняє зменшення актуальності частини контенту гри, який адаптовано під оригінальні рейти. В результаті ігровий процес втрачає в цікавості.

## Lineage 2: Revolution для iOS і Android
13 грудня 2016-го року південнокорейський розробник мобільних ігор Netmarbles анонсував реліз гри Lineage 2: Revolution, адаптованої для Android і iOS платформ, для мешканців Південної Кореї. В червні 2017-го року гра стала доступною для мешканців ще 11 азійських країн. 15 листопада 2017-го року відбувся реліз гри Lineage 2: Revolution для мешканців Європи, США та Росії. Завантажити гру можна в офіційних онлайн-магазинах Google і Apple безкоштовно.
В мобільній версії гри користувачі мають змогу побачити відмінну графіку завдяки використанню програмного рушія Unreal Engine 4. І хоча мобільна версія відчутно відрізняється від комп'ютерної, гравці матимуть змогу взяти участь у масштабних PvP 50 на 50. Однією з головних відмінностей є зменшення кількості рас в Lineage 2: Revolution, яких тепер всього 4: люди, ельфи, темні ельфи і дварфи.